# Аніс Хадж-Мусса
Ані́с Хадж-Мусса́ (араб. زين الدين بلعيد; нар. 11 лютого 2002, Париж) — алжирський футболіст, нападник нідерландського клубу «Феєнорд» і збірної Алжиру.

## Клубна кар'єра
Займався футболом в юнацьких командах «Торсі» та «Монтфемель», а 2018 року приєднався до академії клубу «Ланс». 2021 року дебютував за дублючий склад «Ланса» в Насьйоналя 2. 2022 року приєднався до бельгійського клубу «Олімпік» (Шарлеруа).
9 червня 2023 року перейшов в клуб «Патро Ейсден», що виступає у Челледжер Про-лізі. 12 серпня 2023 року в матчі проти «Дейнзе» дебютував у Челледжер Про-лізі, вийшовши в стартовому складі. Свій перший м'яч за клуб забив 1 листопада в поєдинку Кубка Бельгії, відзначившись у воротах «Гента».
1 лютого 2024 року на правах оренди перейшов у нідерландський клуб Ередивізі «Вітессе» з опцією викупу. 4 лютого 2024 року дебютував за нову команду в матчі Ередивізі проти «Гоу Егед Іглз», замінивши Гіана де Регта. 7 лютого в поєдинку Кубка Нідерландів проти «Камбюра» забив свій перший гол за «Вітессе». 16 березня в зустрічі з клубом «Алмере Сіті» вперше відзначився голом в Ередивізі.
3 квітня 2024 року перейшов у «Феєнорд», підписавши п'ятирічний контракт. Сума трансферу становила 2,5 млн євро. 10 серпня дебютував за «Феєнорд» у матчі Ередивізі проти клубу «Віллем II», замінивши Луку Іванушеця. 19 вересня того ж року в матчі загального етапу Ліги чемпіонів УЄФА проти німецького «Баєра» дебютував у єврокубках. 6 листопада 2024 року в поєдинку Ліги чемпіонів проти австрійського клубу «Ред Булл» (Зальцбург) забив свій перший гол за «Феєнорд».
31 липня 2025 року продовжив контракт з клубом до 2030 року.

## Кар'єра в збірній
Виступав за збірні Алжиру до 20 і до 23 років.
15 березня 2024 року вперше викликаний до збірної Алжиру головним тренером Володимиром Петковичем для участі в товариських матчах проти збірних Болівії та Південної Африки. Дебютував за збірну Алжиру 22 березня в поєдинку з Болівією, вийшовши на заміну Аміну Гуїрі.

## Статистика виступів

### Клубна статистика
Станом на 12 серпня 2025
| Клуб               | Сезон             | Чемпіонат               | Чемпіонат | Чемпіонат | Кубок | Кубок | Єврокубки | Єврокубки | Інші  | Інші | Всього | Всього |
| Клуб               | Сезон             | Дивізіон                | Матчі     | Голи      | Матчі | Голи  | Матчі     | Голи      | Матчі | Голи | Матчі  | Голи   |
| ------------------ | ----------------- | ----------------------- | --------- | --------- | ----- | ----- | --------- | --------- | ----- | ---- | ------ | ------ |
| Ланс Б             | 2021–22           | Насьйональ 2            | 22        | 1         | —     | —     | —         | —         | —     | —    | 22     | 1      |
| Олімпік (Шарлеруа) | 2022–23           | Національний дивізіон 1 | 33        | 8         | —     | —     | —         | —         | —     | —    | 33     | 8      |
| Патро Ейсден       | 2023–24           | Челледжер Про-ліга      | 16        | 1         | 2     | 1     | —         | —         | —     | —    | 18     | 2      |
| → Вітессе          | 2023–24           | Ередивізі               | 14        | 1         | 1     | 1     | —         | —         | —     | —    | 15     | 2      |
| Феєнорд            | 2024–25           | Ередивізі               | 30        | 8         | 2     | 0     | 11        | 3         | 0     | 0    | 43     | 11     |
| Феєнорд            | 2025–26           | Ередивізі               | 1         | 0         | 0     | 0     | 2         | 1         | 0     | 0    | 3      | 1      |
| Феєнорд            | Всього            | Всього                  | 31        | 8         | 2     | 0     | 13        | 4         | 0     | 0    | 46     | 12     |
| Всього за кар'єру  | Всього за кар'єру | Всього за кар'єру       | 115       | 19        | 5     | 2     | 13        | 4         | 0     | 0    | 134    | 25     |

1. 1 2  Матчі в Лізі чемпіонів УЄФА

### Міжнародна статистика
Станом на 5 вересня 2024 
| Збірна            | Сезон             | Товариські | Товариські | Офіційні | Офіційні | Всього | Всього |
| Збірна            | Сезон             | Матчі      | Голи       | Матчі    | Голи     | Матчі  | Голи   |
| ----------------- | ----------------- | ---------- | ---------- | -------- | -------- | ------ | ------ |
| Алжир             |                   |            |            |          |          |        |        |
| 2024              | 2                 | 0          | 1          | 0        | 3        | 0      |        |
| Всього за кар'єру | Всього за кар'єру | 2          | 0          | 1        | 0        | 3      | 0      |

### Матчі за збірну
Станом на 5 вересня 2024 
| Матчі Аніса Хадж-Мусси за збірну Алжиру | Матчі Аніса Хадж-Мусси за збірну Алжиру | Матчі Аніса Хадж-Мусси за збірну Алжиру | Матчі Аніса Хадж-Мусси за збірну Алжиру | Матчі Аніса Хадж-Мусси за збірну Алжиру | Матчі Аніса Хадж-Мусси за збірну Алжиру | Матчі Аніса Хадж-Мусси за збірну Алжиру | Матчі Аніса Хадж-Мусси за збірну Алжиру |
| №                                       | Дата                                    | Суперник                                | Рахунок                                 | Голи                                    | Картки                                  | Хвилини                                 | Змагання                                |
| --------------------------------------- | --------------------------------------- | --------------------------------------- | --------------------------------------- | --------------------------------------- | --------------------------------------- | --------------------------------------- | --------------------------------------- |
| 1                                       | 22 березня 2024                         | Болівія                                 | 3–2                                     |                                         |                                         | 20'                                     | Товариський матч                        |
| 2                                       | 26 березня 2024                         | ПАР                                     | 3–3                                     |                                         |                                         | 16'                                     | Товариський матч                        |
| 3                                       | 5 вересня 2024                          | Екваторіальна Гвінея                    | 2–0                                     |                                         |                                         | 1'                                      | Відбіркові матчі КАН-2025               |

Всього: 3 матчі / 0 голів; 2 перемоги, 1 нічия, 0 поразок.

## Досягнення
«Феєнорд»
- Володар Суперкубка Нідерландів: 2024[25]

Особисті досягнення
- Команда місяця Ередивізі: листопад 2024[26]